# Трактовое (Красноперекопский район)
Тракто́вое (до 1948 года Каланча́к; укр. Трактове, крымскотат. Qalançaq, Къаланчакъ) — село в Красноперекопском районе Республики Крым, входит в состав Ильинского сельского поселения (согласно административно-территориальному делению Украины — Ильинского сельского совета Автономной Республики Крым).

## Население
| 2001 | 2014 |
| ---- | ---- |
| 353  | ↘240 |

Всеукраинская перепись 2001 года показала следующее распределение по носителям языка
| Язык             | Процент |
| ---------------- | ------- |
| русский          | 71.1    |
| украинский       | 25.21   |
| крымскотатарский | 3.4     |
| другие           | 0.28    |

### Динамика численности
| - 1915 год — 63/25 чел. - 1926 год — 126 чел. - 1939 год — 144 чел. - 1989 год — 156 чел. | - 2001 год — 176 чел. - 2009 год — 344 чел. - 2014 год — 240 чел. |

## Современное состояние
На 2017 год в Трактовом числится 2 улицы: Ворошилова и Ленина; на 2009 год, по данным сельсовета, село занимало площадь 57,7 гектара, на которой в 102 дворах проживало 344 человека. В Трактовом действуют сельский клуб 1950 года постройки, фельдшерско-акушерский пункт. Село связано автобусным сообщением, городами Крыма с райцентром и соседними населёнными пунктами.

## География
Трактовое — село на крайнем юго-западе района, у границ Раздольненским и Первомайским районами, высота центра села над уровнем моря — 12 м. Ближайшее село Ильинка в 2,5 км на северо-восток, расстояние до райцентра — около 21 километра (по шоссе), там же ближайшая железнодорожная станция — Красноперекопск (на линии Джанкой — Армянск). Транспортное сообщение осуществляется по региональной автодороге 35Н-275 Ильинка — Трактовое (по украинской классификации — С-0-10705).

## История
Впервые в доступных источниках село встречается в Статистическом справочнике Таврической губернии. Ч.II-я. Статистический очерк, выпуск пятый Перекопский уезд, 1915 год, согласно которому, в деревне Онгар-Найман-Каланчак Джурчинской волости Перекопского уезда числилось 12 дворов (все дворы безземельные) с русским населением в количестве 63 человек приписных жителей и 25 «посторонних», по 44 мужчины и женщины. Жители землёй не владели, но за селением числилось 20 десятин земли. В хозяйствах имелось 45 лошадей, 16 коров и 18 голов мелкого скота.
После установления в Крыму Советской власти, по постановлению Крымревкома от 8 января 1921 года № 206 «Об изменении административных границ» была упразднена волостная система, Перекопский уезд переименовали в Джанкойский, в котором был образован Ишуньский район, в состав которого включили село, а в 1922 году уезды получили название округов. 11 октября 1923 года, согласно постановлению ВЦИК, в административное деление Крымской АССР были внесены изменения, в результате которых округа были отменены, Ишуньский район упразднён и село вошло в состав Джанкойского района. Согласно Списку населённых пунктов Крымской АССР по Всесоюзной переписи 17 декабря 1926 года, в селе Каланчак (он же Онгар-Найман-Каланчак), Воронцовского сельсовета (в котором село состояло до включения в Ильинский) Джанкойского района, числилось 25 дворов, из них 23 крестьянских, население составляло 125 человек, из них 123 украинца и 3 еврея. Постановлением ВЦИК от 30 октября 1930 года был восстановлен Ишуньский район и село, вместе с сельсоветом, включили в его состав. Постановлением Центрального исполнительного комитета Крымской АССР от 26 января 1938 года Ишуньский район был ликвидирован и создан Красноперекопский район с центром в поселке Армянск (по другим данным 22 февраля 1937 года). По данным всесоюзной переписи населения 1939 года в селе проживало 144 человека.
С 25 июня 1946 года Каланчак в составе Крымской области РСФСР. Указом Президиума Верховного Совета РСФСР от 18 мая 1948 года, Каланчак переименовали в Трактовое. 26 апреля 1954 года Крымская область была передана из состава РСФСР в состав УССР, с того же (1954) года — в составе Ильинского сельского совета, на 15 июня 1960 года — вновь в Воронцовском, на 1968 год опять в Ильинском. По данным переписи 1989 года в селе проживало 156 человек. С 12 февраля 1991 года село в восстановленной Крымской АССР, 26 февраля 1992 года переименованной в Автономную Республику Крым. С 21 марта 2014 года в составе Крыма аннексировано Россией.